# پیتر بولیگر
پیتر بولیگر (انگلیسی: Peter Bolliger; ۱۸ مهٔ ۱۹۳۷ – ) قایقران روئینگ اهل سوئیس بود.
وی در مسابقات کشوری و بین‌المللی در مجموع برندهٔ ۳ مدال برنز شده‌است.